# حمزة المصطفى
حمزة المصطفى (مواليد 1985 في حماة) مجاز بالعلوم السياسية والعلوم الاجتماعية وسياسي سوري يشغل منصب وزير الإعلام في حكومة أحمد الشرع منذ 29 آذار 2025.

## مؤلفات
له العديد من الكتب والدراسات المحكمة باللغتين العربية والإنكليزية في الإعلام، والتحول الديمقراطي، وحقل دراسات الحركات الإسلامية المسلحة.
- كتاب "المسألة الكردية في سورية: الواقع، والتاريخ، والأسطرة"[4]
- كتاب "خلفيات الثورة: دراسات سورية".[5]
- كتاب المجال العام الافتراضي في الثورة السورية: الخصائص، الاتجاهات، آليات صناعة الرأي العام

## السيرة الأكاديمية
- حصل الدكتور حمزة المصطفى (مواليد حماة عام 1985) على درجة البكالوريس في العلوم السياسية من جامعة دمشق عام 2007 وأكمل فيها دراسة الماجستير في تخصص العلاقات الدولية قبل فصله منها عام 2012 بسبب مواقفه المؤيدة للثورة السورية
- حصل على درجة الماجستير في العلوم السياسية والعلاقات الدولية في تخصص السياسات المقارنة من معهد الدوحة للدراسات العليا عام 2017
- حصل على درجة الدكتوراه في العلوم الاجتماعية من جامعة إكستر في المملكة المتحدة

## السيرة المهنية
- عمل منذ بداية عام 2011 وحتى عام 2018 باحثاً في المركز العربي للأبحاث ودراسة السياسات في الدوحة متخصصاً في الدراسات السورية وسكرتيراً للتحرير في مجلة "سياسات عربية".
- عمل في الفترة الممتدة ما بين عام 2019 و2020 كمشرف للتحرير في التلفزيون العربي في لندن
- شغل منذ منتصف عام 2020 وحتى آذار 2025 منصب المدير العام لشبكة تلفزيون سوريا